# مفتاح تغيير

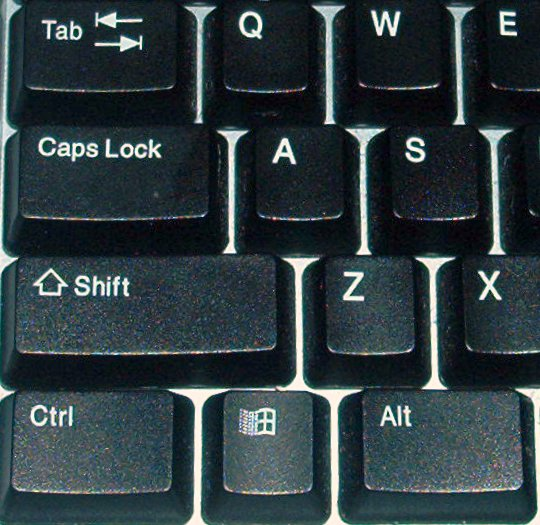
مفاتيح التعديل.

في الحوسبة ، مفتاح التعديل هو مفتاح أو مجموعة مفاتيح خاصة على لوحة مفاتيح الكمبيوتر التي تعدل مؤقتًا الإجراء العادي لمفتاحٍ آخر عند الضغط عليهما معًا. غالباً، مفاتيح التعديل لا تفعل شيئاً بنفسها؛ بمعنى أن ضغط أي من مفتاح إزاحة، مفتاح تبديل، مفتاح تحكم لا يؤدي وظيفةً معينة على الكمبيوتر.
على سبيل المثال ، في معظم تخطيطات لوحة المفاتيح ، مجموعة مفاتيح Shift⇧ Shift+A سينتج الحرف الكبير "A" بدلاً من الحرف الصغير الافتراضي "a" (ما لم يكن في وضع Caps lock أو Shift lock ). الاختصار Alt+F4 إلى إغلاق النافذة النشطة في نظام تشغيل مايكروسوفت ويندوز؛ في هذه الحالة ، Alt هو مفتاح التعديل. في المقابل ، الضغط فقط⇧ Shift أوAltربما لن يفعل شيئًا ما لم يتم تعيين وظيفة معينة في برنامج معين (على سبيل المثال ، تنشيط مساعدات الإدخال أو شريط الأدوات في النافذة النشطة في ويندوز).

## روابط خارجية
- بت بوكي في ملف المصطلحات اللغوية